# Dominic Adiyiah
Dominic Adiyiah (nascut el 29 de novembre de 1989) és un futbolista ghanès que juga de davanter pel Milà de la Serie A.